# Hatebreed
Hatebreed — американський хардкор-панк гурт з Коннектикуту заснований в 1994 році. Гурт є частиною ранньої hardcore сцени поряд з іншими гуртами, такими як, Earth Crisis, Integrity, Converge і є одним з найвідоміших в своєму жанрі. Фронтмен гурту Джеймі Джаста відносить звучання гурту до стилю Hardcore Celtic Frost.

## Історія
Гурт Hatebreed був заснований в 1994 році в місті Бріджпорт. Учасники гурту почали з запису трьох демо і продажу їх місцевим жителям. Ці три пісні зрештою вийшли на сумісному, 7-ми дюймовому, дуже рідкісному зараз EP Hatebreed / Neglect в 1995 році. 1996 року хлопці записують EP «Under the Knife», який був дуже добре оцінений і вирушають в тур на його підтримку з британським гуртом Voorhees.
В наступному році гурт випустив альбом «Satisfaction is the Death of Desire», який був записаний в студії музичного лейбла
Victory Records. Цей лейбл став домівкою для деяких найвідоміших американських хардкор / металкор гуртів.
Кількість проданих копій дебютного альбому Satisfaction is the Death of Desire, є рекордною в історії лейблу.
Протягом майже трьох років гурт безперервно їздить по світу, дає концерти з такими командами як Slayer, Deftones, Entombed і Napalm Death, що приносить йому багато нових фанів і впливає на подальше звучання гурту в цілому. Вплив метал гуртів на Hatebreed відчутний в наступних двох альбомах: «Perseverance» та «The Rise of Brutality».
В березні 2002 року світ побачив нове творіння гурту під назвою «Perseverance». «Perseverance» дебютував на п'ятдесятому місці Billboard 200, що було досить непоганим результатом для стилю, в якому грає Hatebreed. За перший тиждень було продано понад 20 000 копій альбому, а вже через місяць відмітка перевалила за 200 000 копій.
2003 рік почався для Hatebreed з запису нового альбому. В підсумку, у вересні 2003 року вони звели черговий диск, що отримав назву «Rise Of Brutality». Альбом дебютував на 30-му рядку Billboard і було організовано тур в підтримку альбому «Rise Of Brutality Tour», в якому гурт погодилися супроводжувати Shadows Fall, Six Feet Under і Death Threat. До кінця 2003 року тираж «Rise Of Brutality» досяг 300 000 копій.
В 2004 році хлопці беруть участь в турі по Європі «Unholy Alliance» з Slayer, Slipknot і Mastodon. У червні 2006 року, Hatebreed виступають на фестивлі Download Festival та виступають одними з хедлайнерів на Ozzfest.
Четвертий альбом, «Supremacy», був виданий у серпні 2006 року, вперше в співпраці з Roadrunner Records. Також було представлено нового гітариста Френка Новінека. Джеймі Джаста представив його, — «як скутого з стрімкого натиску і переповненого адреналіном, жорсткого дядька».
13 вересня 2006 року, колишній гітарист Hatebreed, Лу Річардс, покінчив життя самогубством у віці 35 років, він грав в альбомі «Satisfaction Is The Death Of Desire» і залишив гурт в 2002 році.
В 2007 році Hatebreed стали хедлайнером другого етапу фестивалю Ozzfest. Наступного року вони грали на фестивалі Wacken Open Air разом з Iron Maiden, Children Of Bodom і Avantasia. У квітні 2008-го Hatebreed підписали угоду з Koch Records на випуск концертного DVD, і кавер альбому під назвою «For The Lions», який вийшов 5 травня 2009 року. 2 вересня був концертний DVD під назвою «Live Dominance». До альбому «For The Lions» входять кавери пісень: Metallica, Slayer, Black Flag, Misfits, Suicidal Tendencies, Madball DRI, Crowbar, Cro-Mags, Agnostic Front, Obituary, Sepultura, Bad Brains тощо. П'ятий студійний альбом, з однойменною назвою Hatebreed, вийшов 29 вересня 2009.
9 лютого 2009 гітарист Шон Мартін залишив гурт, надавши перевагу інтересам в музиці, які більше пов'язані з студійною діяльністю. Однак, Шон залишається в тісному контакті з усіма учасниками Hatebreed.
В 2010 році Hatebreed взяли участь у третьому щорічному фестивалі Mayhem з гуртами 3 Inches of Blood, Shadows Fall тощо.
Новий альбом під назвою «The Divinity of Purpose» вийшов у світ 25 січня 2013 року у Великій Британії та Європі і 29 січня 2013 року в Північній Америці. Художнє оздоблення альбому зробив Еліран Кантор.

## Вплив
Гурт відомий своїм поєднанням різних музичних стилів. На музикантів Hatebreed вплинула музика таких команд, як Metallica, Slayer, Misfits, Suicidal Tendencies, Black Flag, Nile, Sepultura, Celtic Frost, Sick of It All, Mercyful Fate, Cause for Alarm, Biohazard, Megadeth і Entombed.

## Дискографія
Студійні альбоми
- Satisfaction Is the Death of Desire (1997)
- Perseverance (2002)
- The Rise of Brutality (2003)
- Supremacy (2006)
- For the Lions (2009)
- Hatebreed (2009)
- The Divinity of Purpose (2013)
- The Concrete Confessional (2016)
- Weight of the False Self (2020)[7]

Міні-альбоми
- Hatebreed / Neglect (1995)
- Under the Knife (1996)
- Hatebreed / Integrity (1997)

Сингли
- «I Will Be Heard» (2002)
- «In Ashes They Shall Reap» (2009)
- «Put It to the Torch» (2011)
- «Make the Demons Obey» (2025)[8]

## Відеокліпи
- «Before Dishonor» (1997)
- «Worlds Apart» (1998)
- «I Will Be Heard» (2002)
- «Perseverance» (2002)
- «This Is Now» (2003)
- «Live for This» (2003)
- «To the Threshold» (2006)
- «Defeatist» (2006)
- «Destroy Everything» (2007)
- «Ghosts of War» (2009)
- «Thirsty and Miserable» (2009)
- «In Ashes They Shall Reap» (2009)
- «Everyone Bleeds Now» (2010)
- «Put It to the Torch» (2013)